# Monte Piccolo (Arce)
Monte Piccolo è una collina situata fra le località di Tramonti e La Valle nel comune di Arce, comprendendole in parte. 
Assieme a Monte Grande, collina che sorge nel punto più vicino a poche decine di metri, da vita alla località di Tramonti (da qui il nome). La sua altitudine, la quale non risulta ben nota, è inferiore a 350 m s.l.m e questo lo rende il più basso dei due promontori. La vegetazione sul suo territorio si presenta varia e a tratti selvaggia se pur in alcune aree parzialmente coltivata. Molteplici sono stati gli incendi che negli anni hanno colpito la sua superficie deturpando ampie aree. Inoltre il promontorio, come d’altra parte anche Monte Grande, risulta essere durante il periodo delle migrazioni rifugio per diverse specie di uccelli quali: il falco biancone e il gruccione.

## Eventi storici
Il 27 ed il 28 maggio 1944 Monte Grande assieme a Monte Piccolo rappresentarono il terreno di scontro tra le Forze Alleate anglo-americane e l'esercito tedesco. Tale battaglia fece seguito allo sfondamento del fronte di Cassino da parte degli alleati. Le Welsh Guards e le Coldstream Guards ebbero il compito di snidare i tedeschi attaccandoli, le prime sul Monte Grande le seconde sul Monte Piccolo. La feroce battaglia permise ad ulteriori reparti inglesi della Lothian Force e delle Welsh Guards di avanzare sulla via Casilina e di entrare vittoriose in Arce. La liberazione coincise con il giorno dedicato al patrono di Arce.